# Bankoffova krožnica
Bankoffova krožnica (tudi Bankoffova trojna krožnica). Spada med arhimedske krožnice, ki se jih lahko nariše s pomočjo arbelosa. Arhimedska krožnica je katerikoli krožnica, ki ima ploščino enako ploščini vsakega izmed krožnic v Arhimedovem dvojčku.
Bankoffovo krožnico je prvi konstruiral ameriški matematik in zobozdravnik Leon Bankoff (1908–1997).

## Konstrukcija
Bankoffovo krožnico se lahko skonstruira s pomočjo treh polkrožnic, ki tvorijo arbelos. Krožnica C1 se nariše tako, da je tangentna na druge tri polkrožnice v arbelosu. To je posebni primer Apolonijevega problema. Nato se tvori krožnico C2 skozi tri točke (glej sliko na desni). Krožnica C2 se imenuje Bankoffova krožnica.   

## Polmer krožnice
Če je r = AB/AC, potem je polmer Bankoffove krožnice enak:
{\displaystyle R={\frac {1}{2}}r\left(1-r\right)\!\,.}